# Tulipano d'oro
Il Tulipano d'oro è il principale premio conferito dall'International Istanbul Film Festival. Viene assegnato dal 1985.

## Albo d'oro

### Anni 1980
- 1985: Orwell 1984 (Nineteen Eighty-Four), regia di Michael Radford  ·   Regno Unito/ India
- 1986: Yesterday, regia di Radoslaw Piwowarski  ·   Polonia
- 1987: Proteggimi, mio talismano (Khrani menya, moy talisman), regia di Roman Balayan  ·   Unione Sovietica
- 1988: Travelling Avant, regia di Jean-Charles Tacchella  ·   Francia
- 1989: Za Sada Bez Dobrog Naslova, regia di Srdjan Karanovic  ·   Jugoslavia

### Anni 1990
- 1990: Nar O Nay, regia di Saeed Ebrahimifar  ·   Iran
- 1991: Farendj, regia di Sabine Prenczina  ·   Francia
- 1992: La vita appesa a un filo (Bian Zou Bian Chang), regia di Chen Kaige  ·   Cina
- 1993: Manila Paloma Blanca, regia di Daniele Segre  ·   Italia
- 1994: Mavi Sürgün, regia di Erden Kıral  ·   Turchia
- 1995: Ṣamt al-quṣūr, regia di Moufida Tlatli  ·   Tunisia
- 1996: Zusje, regia di Robert Jan Westdijk  ·   Paesi Bassi
- 1997: Il re delle maschere (Bian Lian), regia di Wu Tian-ming  ·   Cina
- 1998: Lo specchio (Ayneh), regia di Jafar Panahi  ·   Iran
- 1999: L'ultimo cinema del mondo (El viento se llevó lo qué), regia di Alejandro Agresti  ·   Argentina

### Anni 2000
- 2000: Nuvole di maggio (Mayıs Sıkıntısı), regia di Nuri Bilge Ceylan  ·   Turchia
- 2001: Hanna Flanders (Die Unberührbare), regia di Oskar Roehler  ·   Germania
- 2002: Magonia, regia di  Ineke Smits  ·   Paesi Bassi
- 2003: All'improvviso (Tan de repente), regia di Diego Lerman  ·   Argentina
- 2004: Goodbye, Dragon Inn (Bu San), regia di Tsai Ming-liang  ·   Taiwan
- 2005
  - La donna di Gilles (La Femme de Gilles), regia di Frédéric Fonteyne  ·   Belgio
  - Café Lumière, regia di Hou Hsiao-hsien  ·   Taiwan
- 2006: A Cock and Bull Story, regia di Michael Winterbottom  ·   Regno Unito
- 2007: Reprise, regia di Joachim Trier  ·   Norvegia
- 2008: Yumurta, regia di Semih Kaplanoğlu  ·   Turchia
- 2009: Tony Manero, regia di Pablo Larraín  ·   Cile

### Anni 2010
- 2010: De helaasheid der dingen, regia di Felix Van Groeningen  ·   Belgio
- 2011: Microphone, regia diAhmad Abdalla  ·   Egitto
- 2012: The Loneliest Planet, regia diJulia Loktev  ·   Russia/ Stati Uniti
- 2013: Cosa ha fatto Richard (What Richard Did), regia di Lenny Abrahamson  ·   Irlanda
- 2014: Blind, regia di Eskil Vogt  ·   Norvegia
- 2016: Un monstruo de mil cabezas, regia di Rodrigo Plá  ·   Messico
- 2017: O Ornitólogo, regia di João Pedro Rodrigues  ·   Portogallo
- 2018 
  - Western, regia di Valeska Grisebach  ·   Germania
  - Chien, regia di Samuel Benchetrit
  - Cocote, regia di Nelson Carlo de Los Santos Arias
  - Ev, regia di Asghar Yousefinejad
  - Marlina, omicida in quattro atti (Marlina si pembunuh dalam empat babak), regia di Mouly Surya
  - Pewnego razu w listopadzie, regia di Andrzej Jakimowski
  - Soldatii. Poveste din Ferentari, regia di Ivana Mladenovic
  - The Rider - Il sogno di un cowboy (The Rider), regia di Chloé Zhao
  - Tuzdan Kaide, regia di Burak Cevik
  - Vinterbrødre, regia di Hlynur Pálmason
- 2019
  - Beolsae, regia di Kim Bora  ·   Corea del Sud
  - Aether, regia di Ruken Tekes
  - Bait, regia di Mark Jenkin
  - Beloved, regia di Yaser Talebi
  - Border - Creature di confine (Gräns), regia di Ali Abbasi
  - Dead Horse Nebula, regia di Tarik Aktas
  - Diane, regia di Kent Jones
  - In Fabric, regia di Peter Strickland
  - I confini del mondo (Les confins du monde), regia di Guillaume Nicloux
  - Podbrosy, regia di Ivan I. Tverdovskiy
  - Rojo, regia di Benjamín Naishtat
  - Talking About Trees, regia di Suhaib Gasmelbari

### Anni 2020
- 2020: Atlantis (Atlantyda), regia di Valentyn Vasjanovyč[1][2][3][4]  ·   Ucraina